# ミステリー・ゾーン/鏡
『鏡』（The Mirror）は、アメリカ合衆国のテレビドラマ、『トワイライト・ゾーン (1959年)（オリジナル作品）』シリーズのエピソードの一つ。第3シーズン第6話。シリーズ全体では第71話。1961年10月20日にCBSで放送された。
脚本はロッド・サーリング、監督はドン・メトフォード。
本作において、初期の頃のピーター・フォークを見ることができる。後年「刑事コロンボ」シリーズなどで顔が知れる彼だが、この時代のフォークのイメージは現在では想像できないくらい異なっている。
日本では、『ミステリー・ゾーン』第29話として1962年4月18日にTBSで放送。

## あらすじ
野心ある革命家、武将クレメンテ（ピーター・フォーク）は、デクラス将軍の政権を打倒し、都を制圧。代って自らが次の権力者であることを宣言し宮殿に入った。しかし、その日の夜から、宮殿にある全ての鏡が、自分が無残に滅ぼされてゆく姿だけを映しつづけるようになった。この奇妙な事態に、次第に錯乱してゆくクレメンテ。だが、まだ彼は気付いていない。自分もかつて滅ぼした独裁政権と同じ運命を辿ろうとしている事を…

## 登場人物
ラモス・クレメンテ （演：ピーター・フォーク）
主人公の革命家。キューバのフィデル・カストロをモデルとしている。